# 世界粮食奖
世界粮食奖（World Food Prize）是国际上在农业领域方面的最高荣誉，设立于1986年，每年由总部在美国艾奥瓦州得梅因市的世界粮食奖基金会颁发一次，目的是奖励那些“为人类提供营养丰富、数量充足的粮食作出突出贡献的个人”。得獎者可得250,000美元。

## 获奖者
| 年份   | 得獎者                                                                         | 贡献 |
| ------ | ------------------------------------------------------------------------------ | --- |
| 1987年 | M·S·斯瓦米纳坦（印度）                                                         | 將收成量高的小麥及稻米引入印度，展開了印度的綠色革命。 |
| 1988年 | 罗伯特·F·钱德勒（美國）                                                        | 創立國際稻米研究所（IRRI），以及他對能使普通米產量增加一至兩倍的變種的貢獻 |
| 1989年 | Verghese Kurien（印度）                                                        | 令印度牛奶場合作組織Amul公司，生產、推廣牛奶到城市。 |
| 1990年 | 约翰·尼德豪斯（美國）                                                          | 發現一種馬鈴薯晚疫病的防疫法。 |
| 1991年 | 内文·斯克林肖（美國）                                                          | 其在人類營養學的研究，令蛋白質豐富的食品幫助對抗發展中國家的營養不良問題。 |
| 1992年 | 爱德华·F·克里普林（美國） 雷蒙德·布什兰（Raymond Bushland，美國）              | 昆蟲節育技術（SIT） |
| 1993年 | 何康（中國）                                                                   | 就任農業部長時進行改革，令中國在糧食方面能自給自足。 |
| 1994年 | 穆罕默德·尤纳斯（孟加拉国）                                                    | 孟加拉鄉村銀行的創辦人，開辦了革新的小額貨款計劃，使許多人有機會得到更多的食物和更好的營養 |
| 1995年 | 汉斯·鲁道夫·赫伦（瑞士）                                                       | 为可能破坏非洲木薯作物的木薯蛤蚧制定虫害防治计划。 |
| 1996年 | 亨利·毕彻（美國） 古德夫·库什（印度）                                          | 开发的水稻品系，自开发以来，亚洲的水稻产量翻了一番。 |
| 1997年 | 雷·F·史密斯（美國） 佩里·阿德基森（美國）                                      | 發展了綜合蟲害管理（IPM）的概念：保護農利物以免受到害蟲的侵害，同時亦盡量讓環境不受破壞 |
| 1998年 | B·R·巴尔瓦莱（印度）                                                           | 獨立種子公司Mahyco的創辦人，加強全印度的種子供應和發布。 |
| 1999年 | 沃尔特·普罗莱特（英國）                                                        | 研究對抗牛瘟的疫苗。 |
| 2000年 | 埃瓦格利纳·维勒加斯（墨西哥） 苏林德·瓦萨尔（印度）                            | 發展有高質素蛋白質的玉米（QPM）。 |
| 2001年 | 佩尔·平斯特鲁普·安德森（丹麥）                                                 | 開展了「食物促进教育」計劃：孩子在學校可獲糧食資助 |
| 2002年 | 佩德罗·A·桑切斯（美國／古巴）                                                  | 研究保存非洲及南美的土壤肥沃的方法 |
| 2003年 | 凯瑟琳·贝尔蒂尼（美國）                                                        | 將世界糧食計畫從一個輔助性計劃轉為最大、最有效的人道食糧援助組織 |
| 2004年 | 袁隆平（中國）                                                                 | 雜交水稻 |
| 2004年 | 蒙蒂·琼斯（塞拉利昂）                                                          | 非洲新稻 |
| 2005年 | 莫达古·维贾伊·古普塔（印度）                                                   | 發展並散佈清水養殖（使用吳郭魚）的廉價技術 |
| 2006年 | 埃德森·洛巴托（巴西） 阿里森·保利内利（巴西） 安德烈·科林·麦克朗（美國）       | 在土壤科學和政策實施的工作促進了巴西塞拉多地區的農業和食物生產的發展 |
| 2007年 | 菲利普·E·纳尔逊（美國）                                                        | 通过完善散装无菌包装技术和在全球范围内传播该技术，彻底改变了食品加工、包装、运输和分销。 |
| 2008年 | 鲍勃·多尔（美國） 乔治·麦戈文（美國）                                          | 领导和鼓励全球对学校供餐的承诺，这提高了世界上数百万最贫穷的儿童，特别是年轻妇女和女孩的入学率和营养。 |
| 2009年 | 加比薩·埃西塔（埃塞俄比亚）                                                    | 开发非洲第一个抗高粱属杂交种，以抵抗干旱和寄生性杂草独脚金属。 |
| 2010年 | 大卫·贝克曼（David Beckmann，美国） 乔·卢克（美國）                            | 为世界建造“面包蜂蜜”和 "国际小母牛 "是世界上最重要的两个草根组织，领导着消除全球饥饿和贫困的行动。 |
| 2011年 | 约翰·阿吉耶库姆·库福尔（迦納） 路易斯·伊纳西奥·卢拉·达席尔瓦（巴西）           | 创建和实施政府政策，以减轻其国家的饥饿和贫困。 |
| 2012年 | 丹尼尔·希勒尔（以色列）                                                        | 其開創的微灌技術已經顯著的改進了以色列Negev沙漠地區的農產品產量和用水效率，該技術傳播到中東地區隨後傳到世界各地缺水的國家和地區。希勒爾使用科學技術搭建了習俗和宗教分歧的溝通橋樑並且改善了超過30個國家的生存環境，包括巴基斯坦，蘇丹，伊朗，埃及，約旦，賽普勒斯。 |
| 2013年 | 玛丽-戴尔·奇尔顿（美国） 罗伯特·傅瑞磊（美国） 马克·范·蒙塔古（比利时）        | 在国际农业研究磋商小组国际马铃薯中心开发了生物强化的橙肉甘薯。 |
| 2014年 | 桑贾亚·拉贾拉姆（印度/墨西哥）                                                 | 开发了480个抗病小麦品种。 |
| 2015年 | 法兹勒·哈桑·阿贝德（孟加拉国）                                                 | BRAC创始人，世界上最大的非政府组织，该组织因在孟加拉国和其他10个国家的减贫工作而获得认可。 |
| 2016年 | 玛丽亚·安德拉德（佛得角） 罗伯特·姆旺加（Robert Mwanga，乌干达） 简·洛（美国） | 具有抗性、耐受性和高产的强化橙肉甘薯被称为“生物强化最成功的例子”。 |
| 2016年 | 豪沃斯·布伊斯（美国）                                                          | 实施生物强化的多机构方法作为全球植物育种战略。 |
| 2017年 | Akinwumi Adesina（尼日利亚）                                                   | |
| 2018年 | 劳伦斯·哈达德（英国/南非） 大卫·纳巴罗（英国）                                 | |
| 2019年 | 西蒙·N·格罗特（Simon N. Groot，荷兰）                                          | |
| 2020年 | 拉坦·拉尔（印度/美国）                                                         | |
| 2021年 | 莎昆塔拉·哈拉克辛·蒂尔斯泰德（特立尼达和多巴哥/丹麦）                          | |
| 2022年 | 辛西娅·罗森茨韦格（美国）                                                      | |

## 外部連結
- The World Food Prize（页面存档备份，存于）